# Günter Tessmann
Günter Tessmann (transcrito también en ocasiones con otras ortografías como Günther Tessmann o Günter Teßmann) (Lübeck, 2 de abril de 1884 – Curitiba, 15 de noviembre de 1969) fue un explorador, botánico, lingüista y etnólogo alemán. Su autor de nombre científico es «Tessmann».

## Biografía

### Expediciones por África
Era hijo de un comerciante de Lübeck. En esa ciudad cursó la enseñanza media en el Katharineum entre 1902 y 1904. Posteriormente cursó estudios en Witzenhausen en la innovadora Escuela Colonial Alemana de Agricultura, Comercio e Industria, dirigida por Ernst Albert Fabarius, que formaba entonces a 41 estudiantes como mandos para la administración de las colonias alemanas. En 1904, Tessman viajó al monte Camerún para trabajar en Bibundi, nombre de una plantación de cacao y de la empresa de Hamburgo que se encargaba de su explotación. Desde 1905, permaneció en África como cazador de elefantes y explorador de la naturaleza. Sus expediciones lo llevaron primero desde Enea hasta la actual Yaundé, a través de los territorios Bassa y Mwele. En 1906, partió desde Kribi a través del territorio Bulu, para atravesar el río Campo y el Uelle, ya en la antigua Guinea Española. Allí tomó contacto con la etnia fang, para la que entonces se empleaban diferentes denominaciones —phangwe (ndowé), pangwe (alemán), pamue o pahouin (francés), amuy, M’fan (fang)—, y conoció su cultura, de tradición oral, así como la variedad local de esta lengua bantú.
En 1907, regresó a Alemania para ampliar sus conocimientos etnográficos. Se presentó al Dr. Karutz, director del Museo de Etnología de Lübeck, y estudió durante algunos meses en Berlín. Obtuvo un contrato del Museo de Historia Natural de Lübeck para constituir una colección natural y el 23 de agosto de 1907 retornó a África. Reclutado por Karutz como líder de la «Expedición Pamue» de Lübeck (1907-1909), el nuevo viaje lo llevó a las estaciones de Nkolentangan (Alén), Uelleburg (1908) y Bebai (1908-1909), hasta entrar en el territorio continental de la Guinea Española, completamente desconocido en esas fechas debido a su insalubridad y la violencia de los nativos. La expedición le permitió estudiar en profundidad la cultura Fang, un esfuerzo que concluiría en 1912 con la redacción en Tenerife del estudio Die Pangwe. Su tarea consistió en terminar con el desconocimiento existente hasta la fecha sobre las etnias bantúes del África Central, como él mismo afirmará respecto de los fang: «No se sabía lo que eran las auténticas costumbres pamues, lo que debía considerarse como propiedad cultural de los pamues; sobre su cultura espiritual, sobre todo con respecto a su religión, exceptuando leyendas y cuentos, o había nada fidedigno; sobre el significado de los cultos no se tenía ni idea. El deber del autor era el de rellenar estos vacíos». La labor consistió en una presentación íntegra de la cultura fang, que recogió por primera vez todos los aspectos culturales y lingüísticos.
Tessmann permaneció en África Central entre 1912 y 1916. Iba a dirigir la Reichsexpedition de 1913 al Camerún, pero la Primera Guerra Mundial abortó su desarrollo, originando las expediciones denominadas “Ssanga-Lobaye-Baja” (1913-1914) y “Bafia” (1914). Durante su estancia en el continente, recogió datos sobre el pueblo Gbaya, denominado entonces Baja, en la actual República Centroafricana y, desde el 6 noviembre hasta el 15 de diciembre de 1914, realizó su trabajo de campo en el puesto militar de Bafiahöhe, en Don Yo Tison, datos con los que redactaría Los bafia y su cultura en el Camerún central bantú (1930). Günter Tessmann huyó de la guerra a la Guinea Española, donde fue internado en la isla de Bioko. Entre 1915 y 1916 permaneció con los bubis en Fernando Póo, viviendo con ellos casi un año en Moka, y con los askaris en Bokoko. En su estudio de la cultura de los bubi, además de la observación endógena, empleó como informantes a los propios bubis con los que convivía y procedió a comparar los datos obtenidos con los de Oscar Baumann y sus propias notas sobre los pueblos de Camerún y África Central de su trabajo anterior. A pesar de que pudo acceder a la cultura ancestral del pueblo bubi, afirmó que «resulta dificilísimo, en la actualidad es casi imposible, determinar con exactitud cómo eran las costumbres originales de los bubis; únicamente podemos hacernos una idea de ellas si utilizamos como base las costumbres actuales». Cuando Tessmann se internó en la isla de Bioko, habían sucedido ya la muerte del rey bubi Esáasi Eweera (1904), la rebelión y muerte del Bötúkku Lubá (1910), la entronización de Malabo Löpèlo Mëlaka como jefe supremo de los bubis y se estaba consiguiendo la denominada “pacificación” de Guinea, con una asimilación creciente en la costa y una profunda penetración de objetos –el aguardiente, las armas de fuego, los quinqués– y costumbres occidentales. Con todo, en su obra Die bubi auf Fernando Póo (1923) el etnólogo fue capaz de reconstruir las principales líneas de la cultura ancestral y de la lengua bubi, llegando a la conclusión de que su carácter insular y su pertenencia a una etnia aislada y sin fronteras terrestres, presentan una evolución en ocasiones muy superior a la de las demás culturas de su área geográfica. Pasó a España entre 1917 y 1919, donde redactó trabajos sobre las etnias bayá, bafia y bubi.

### Expediciones por América
La pérdida de las colonias alemanas en África, junto con la muerte de su madre en 1921, lo llevaronn a instalarse definitivamente en América del Sur. En 1920, había visitado la región amazónica de Perú y hasta 1926 compartió expediciones con el geólogo estadounidense Harvey Bassler. Desde ese momento estructura su “Plan de creación” para completar sus notas y redactar sus monografías, que publicará en Alemania desde 1927, así como continuar con sus diarios. Los doce tomos de sus diarios, que había comenzado desde muy joven, «pueden leerse como una novela de aventuras» según Brigitte Templin, directora del Museo de Etnología de Lübeck. En 1930, la Universidad de Rostock galardonó su actividad investigadora con un doctorado honoris causa y publicó Die Indianer Nordost-Perus, obra en la que recogió valiosos datos sobre las lenguas indígenas hibito-cholón, záparo, cahuarano y tekiraka, muchas de ellas en grave peligro de extinción. Entre 1930 y 1936 residió en Berlín ordenando sus notas. En 1936, Tessmann emigró a Brasil y se estableció en Paraná como colono. Tras intentar varias actividades, consiguió en 1947 un puesto permanente en el Museu Paranaense y finalmente en el Instituto de Biología de Curitiba. Su labor como botánico, hasta su jubilación en 1955, y la publicación de su obra le valdrían el reconocimiento académico. Se retiró en 1958 para dedicarse a la investigación sobre el origen del sistema solar.

### Líneas de investigación
Sus principales temas de investigación fueron las culturas tradicionales y las lenguas de las etnias de África Central y de América, así como su botánica, áreas a las que dedicó numerosos trabajos. Las monografías sobre los fang del continente y los bubi de Fernando Poo se consideran una contribución esencial para el conocimiento de las culturas patrimoniales de Guinea Ecuatorial.

## Honores

### Epónimos
Zoología
Cuando era estudiante en Lübeck, Günter Tessman había encontrado mariposas desconocidas. Su pasión por las mariposas se mantuvo durante sus expediciones por África y América, llevándoles a unas precisas descripciones de los entornos botánicos. El Pterocarpus -Art Pterocarpus tessmannii Harms lleva su nombre.
Botánica
Más de 200 especies honran su nombre, como
- (Anacardiaceae) Trichoscypha tessmannii Engl. & Brehmer[9]